# Lago Rapel
Lago Rapel är en reservoar i Chile.   Den ligger i regionen Región de O'Higgins, i den södra delen av landet, 110 km sydväst om huvudstaden Santiago de Chile. Lago Rapel ligger 108 meter över havet. Arean är 80 kvadratkilometer. Den sträcker sig 26,5 kilometer i nord-sydlig riktning, och 21,8 kilometer i öst-västlig riktning.
Trakten runt Lago Rapel består till största delen av jordbruksmark. Runt Lago Rapel är det ganska glesbefolkat, med 30 invånare per kvadratkilometer.